# Zecca (Velence)
A Zecca egy 16. századi palota az olaszországi Velencében, amelyben a Velencei Köztársaság pénzverdéje működött.
A városvezetés 1535-ben döntött arról, hogy újjáépítik a pénzverdét és a köz- illetve magánletétek őrzőhelyét. Az épület tervezésével Jacopo Sansovinót bízták meg, akinek ez volt az első komoly megrendelése a városban. A palota eredeti, kétszintes formájában tömör, biztonságos kincsesládára emlékeztetett, szilárdságot és bevehetetlenséget sugárzott. Az egész épület a velencei valutának a zecchinónak, és rajta keresztül az államnak a szimbóluma volt. Sansovino úgy tervezte az épületet, hogy a lehetőségekhez képest tűzbiztos legyen, jól szervezett és ellenálljon a rablási kísérleteknek. Az építkezést az állam finanszírozta, ez azt jelentette, hogy az anyagi források bőségesek voltak, viszont komoly bizonytalansági tényezőt jelentett a tisztségviselők folyamatos cserélődése. A szükséges pénzösszeget úgy teremtették elő, hogy a város Cipruson elő rabszolgái fejenként ötven dukátért megválthatták szabadságukat. 1539-ben az építtetők egyezségre jutottak a szalámi- és sajtárusok céhével, akik boltokat üzemeltettek a lagúna felőli oldalon, és egy sor üzletet beépítettek a készülő pénzverdébe, így a második szinten nagyobb helyiségeket tudtak kialakítani. Az árkádos földszint fölött a piano nobile szintjét dór oszlopokkal díszítették. Az ezüstpénzeket a földszinten az aranypénzeket a nagyobb biztonság érdekében az első emeleten készítették. A homlokzat tervezésekor a legnagyobb problémát az okozta, hogy az épületnek biztonságosnak kellett lennie, egyúttal nagyméretű ablakokat kellett kialakítani a kemencék megfelelő szellőztetéséhez. A Zecca építése 1548-ban fejeződött be, de a Tízek Tanácsa már tíz év múlva, 1558-ban döntött arról, hogy a palotát egy harmadik emelettel bővítik ki. Erre azért volt szükség, hogy nagyobb helyet biztosítsanak a kemencék és a tető között, mert amikor a tetőt napfény érte a kemencék mellett elviselhetetlen volt a forróság. Ez a szint 1566-ra készült el, homlokzatán jón stílusú oszlopok kaptak helyet. Nem tudjuk, hogy a harmadik emelet kinek a műve elképzelhető, hogy nem Sansovino alkotása, és a forrásokból az sem derül ki, hogy építésekor kikérték-e a véleményét. Az épület előcsarnokában két óriás szobrát helyezték el, a jobb oldali Girolamo Campagna, a bal oldali Tiziano Aspetti alkotása.